# Télévangélisme
Un télévangéliste (en anglais televangelist, mot formé à partir de television et evangelist) est un prosélyte opportuniste qui consacre une partie importante de son ministère à des émissions de télévision régulières.

## Historique

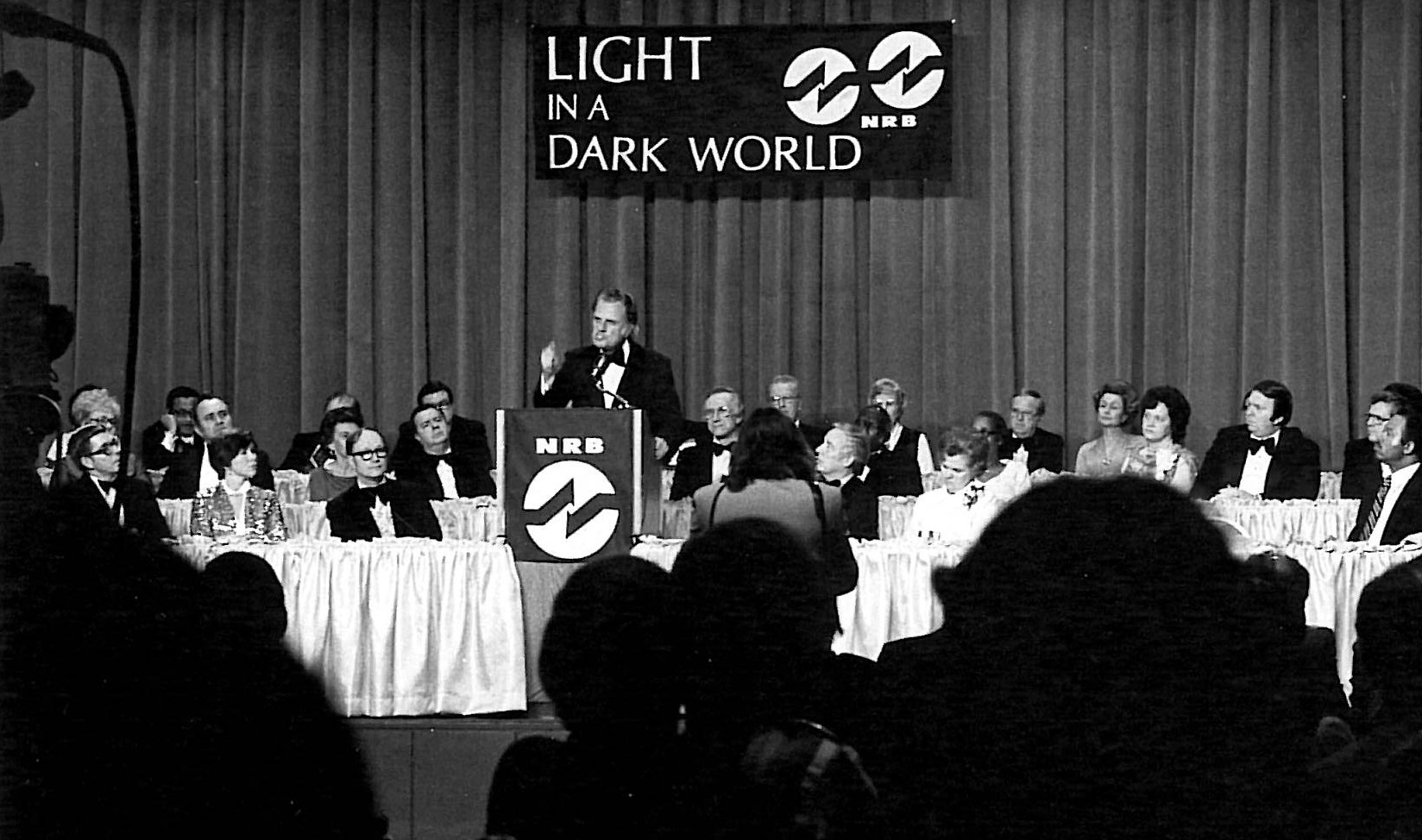
L'évangéliste Billy Graham prend la parole à la convention de la NRB en 1977.

Le télévangélisme puise ses sources dans la seconde moitié du XIXe siècle avec les réunions de réveil, rurales (camp meetings) puis urbaines, et surtout au début du XXe siècle, avec les prédicateurs vedettes itinérants qui élargissent leur auditoire à mesure du développement des techniques de communication pour susciter des conversions.
Dans les années 1920, les radios diffusent des cérémonies religieuses et rapidement donnent du temps d'antenne gratuit pour diffuser les prêches de prédicateurs. Ce type de prédication prend son essor avec le développement des chaînes radiophoniques gratuites ou payantes qui diffusent une interprétation littérale de la Bible, laquelle permet d'étayer des campagnes réactionnaires, voire racistes et anti-communistes.
En 1921, l’église Church of the Covenant, une église presbytérienne de Washington, est la première église à avoir sa propre licence de radio, suivie par l’église baptiste du Calvaire de New York en 1923.
D'autres évangélistes font l'achat de temps d'antenne sur des radios déjà établies, comme Paul Rader. L'évangéliste canadienne  évangélique et revivaliste Aimee Semple McPherson, fondatrice de l'Église Foursquare, est la première femme à utiliser la radio en 1922 pour atteindre un public plus large.
L'un des plus célèbres prédicateurs catholiques entre les deux guerres est le prêtre Charles Coughlin dont les émissions au ton fortement anticommuniste et antisémite sont diffusées par le réseau CBS et touchent 45 millions d'auditeurs. Durant la Grande Dépression des années 1930, Coughlin est un adversaire du président américain Roosevelt et du New Deal. En septembre 1940, il arrête ses émissions, la majorité des radios refusant de diffuser ses diatribes haineuses.
Le prêtre et futur archevêque catholique Fulton Sheen tient l'émission radiophonique The Catholic Hour de 1930 à 1950, puis présente pendant une vingtaine d'années des émissions de télévision qui donnent une excellente réputation à la télévision comme moyen de communication sociale et d'évangélisation. Elles lui vaudront un Emmy Award en 1952. Le magazine Time, qui a forgé le terme de télévangéliste en 1952, lui décerne le titre de « premier télévangéliste ».
Les prédicateurs radiophoniques revivalistes chrétiens évangéliques s'organisent dans l'association des National Religious Broadcasters (en) en 1944 afin de réguler leur activité. Après la radio, les évangélistes maîtrisent la télévision dans les années 1950. Cette association dynamise fortement le mouvement et obtient de la Commission fédérale des communications en 1956 que les fidèles puissent financer les émissions religieuses.
En 1951, le producteur Dick Ross et l’évangéliste Billy Graham ont fondé la société de production cinématographique World Wide Pictures, qui réalisera des vidéos sur ses prédications et des films chrétiens.
En 1956, la Thomas Road Baptist Church de Lynchburg et le pasteur baptiste Jerry Falwell ont fondé le programme Old Time Gospel Hour.
La chaîne Christian Broadcasting Network a été fondée en 1960 à Virginia Beach, aux États-Unis, par le pasteur baptiste Pat Robertson, gradué du New York Theological Seminary. Son émission-phare, Le Club 700, est l'une des plus anciennes du paysage télévisuel américain et était diffusée en 39 langues dans 138 pays en 2016.
La Bible Belt réduit ainsi rapidement son retard sur les protestants modérés et les catholiques du Nord, et les évangélistes, s'ancrant sur la théologie de la prospérité, deviennent producteurs de leur émission et propriétaires de leur propre chaîne de radio.
En 1978, le pasteur Charles Stanley de la Première église baptiste d’Atlanta a débuté la diffusion de l’émission télévisée In Touch. L'émission a été traduite en 50 langues.
Dans les années 1970 et 1980, la montée du christianisme évangélique permet à des télévangélistes de devenir des personnages de grande envergure, propriétaires de leur propre chaîne, jouissant d'une visibilité médiatique et de l'influence politique qui y est associée. Nombre d'entre eux connaissent leur heure de gloire à cette époque et accompagnent la révolution des megachurches grâce au développement de la télévision par câble et par satellite. Certains télévangélistes investissent le terrain politique (comme Pat Robertson avec son groupe de défense d'intérêts Christian Coalition of America, ou Jerry Falwell dont l'organisation politique Moral Majority a contribué à l'élection à la présidence des États-Unis de Ronald Reagan et de George W. Bush), le terrain culturel (parc thématique Heritage USA (en) de Jim Bakker (en), collège biblique de Jimmy Swaggart (en), Covenant University de David Oyedepo).
Mais s'il marque durablement le paysage religieux et continue de se développer en Amérique latine, en Afrique, en Europe et en Asie, le télévangélisme à travers ces megachurches reste au XXIe siècle un phénomène minoritaire menacé par diverses dérives (surenchère au gigantisme débridé et au star system avec des dirigeants impliqués dans des scandales, repli identitaire).

## Le télévangélisme contemporain
Le télévangélisme est un phénomène à l'origine spécifiquement américain. Toutefois, la forte progression du christianisme évangélique en Amérique latine, en Europe, en Afrique et en Asie a entraîné l'apparition de télévangélistes dans ces pays. Enfin, depuis les années 1990, les chaînes des télévangélistes américains implantent progressivement des antennes locales en Europe. De nombreux networks (réseaux de chaînes de télévision couvrant l'ensemble du territoire) religieux existent et leurs programmes sont constitués principalement par des messages de télévangélisme.
Bien qu'à prédominance catholique dans le Nord des États-Unis, c'est un phénomène presque entièrement chrétien évangélique dans le Midwest et le Sud, où il constitue un avatar des mouvements de réveil prêchés sous des chapiteaux itinérants (revival tent preaching) qui connurent un regain durant la grande dépression, les prédicateurs se déplaçant de ville en ville et vivant des offrandes des fidèles.
Aux États-Unis, les télévangélistes les plus connus sont Joel Osteen, Joyce Meyer et T. D. Jakes. Paula White, pasteure d'une megachurch en Floride, est connue pour être la conseillère spirituelle de Donald Trump. Au Nigeria, il y a Enoch Adeboye, William Kumuyi et Chris Oyakhilome. Dans le monde arabe, Frère Rachid, originaire du Maroc, dirige une émission hebdomadaire sur Al Hayat TV.

## Le télévangélisme et les médias

### Cinéma
- Le télévangélisme a été décrit par le cinéaste Richard Brooks dans son film Elmer Gantry le charlatan (1960) avec Burt Lancaster (qui reçoit grâce à ce film l'Oscar du meilleur acteur) et Jean Simmons, adaptation du roman éponyme (1927) de Sinclair Lewis).

### Séries TV
- The Righteous Gemstones est une série télévisée américaine, créée par Danny McBride et lancée le 18 août 2019 sur HBO. La série (comédie) suit les péripéties d'une famille de télévangélistes célèbres et déjantés[26].

## Controverses liées aux télévangélistes
Certains télévangélistes ont été la source de graves controverses portant sur les pratiques de guérison. Ils sont accusés de charlatanisme par les sceptiques et des fraudes ont pu être prouvées comme dans le cas de Peter Popoff.
Dans les années 1980, des scandales financiers ont ruiné la réputation de certains d'entre eux, dont Jim Bakker qui a dû faire de la prison pour fraude postale, fraude électronique et racket en 1988. Jimmy Swaggart est devenu célèbre pour l'aveu de ses relations avec des prostituées. Ils continuent de prêcher, mais avec une audience moindre. Leurs pratiques sont dénoncées par la chanson Jesus He Knows Me du groupe Genesis, qui met en scène un télévangéliste amoral détournant les dons de ses téléspectateurs.
En 1991, une enquête d'Ole Anthony et de son organisation la Trinity Foundation (en) sur les stratégies de collecte de fonds des télévangélistes à gros revenus, The Apple of God's Eye est diffusée sur Primetime Live (ABC). En 1994, lors d'une conférence sur les cultes, l'occultisme et le mouvement de la foi verbale à Philadelphie, Anthony présente un premier rapport sur ses enquêtes menées depuis 1987.
Pat Robertson et Jerry Falwell se sont fait remarquer en 2001 par leurs déclarations interprétant les attentats du 11 septembre 2001 comme une sanction divine.
Aux États-Unis, des télévangélistes demandent des offrandes pour s'acheter des jets privés.
Lors de l’épidémie du Covid-19 en 2020, des télévangélistes ont fait la promotion de faux remèdes et défendu des théories du complot.

### Commission et enquête du Sénat
En 2005, la commission du Comité des finances du Sénat sur les abus commis par des ministères télévangéliste fait appel à la fondation qui fournit alors 38 rapports distincts sur les abus commis par des organisations religieuses à but non lucratif.
En 2007, le sénateur Chuck Grassley ouvre une enquête sur l'exonération fiscale des organisations religieuses (en) de six télévangélistes qui prêchent un « évangile de prospérité ». L'enquête porte sur les modes de vie somptueux de télévangélistes, notamment des flottes de Rolls Royce, manoirs somptueux, jets privés et d'autres articles coûteux prétendument payés par les dons des téléspectateurs. La commission fait également appel à la Trinity Foundation qui fournit alors 38 rapports sur les abus commis par des organisations religieuses à but non lucratif. Les six télévangélistes qui font alors l'objet d'une enquête sont :
- Kenneth et Gloria Copeland du ministère Kenneth Copeland de Newark, Texas ;
- Creflo Dollar (en) et Taffi Dollar de World Changers Church International et Creflo Dollar Ministries de College Park, Géorgie ;
- Benny Hinn de World Healing Center Church Inc. et Benny Hinn Ministries of Grapevine, Texas ;
- Eddie L. Long (en) de New Birth Missionary Baptist Church et Bishop Eddie Long Ministries de Lithonia, Géorgie. L'épisode In the name of the Lord de la série documentaire Sex Scandals in Religion (VisionTV) porte sur sa présumée inconduite sexuelle[35] ;
- Joyce Meyer et David Meyer de Joyce Meyer Ministries de Fenton, Missouri ;
- Randy White et son ex-femme Paula White de Without Walls International Church et Paula White Ministries de Tampa[36].

Le 6 janvier 2011, Grassley publie son rapport, concluant à une recommandation pour un nouvel examen par le Congrès des lois d'exonération fiscale pour les groupes religieux, sans pour autant prononcer la moindre pénalité ni conclusion définitive d'actes répréhensibles,.

## Dans l'islam
Le télévangélisme existe aussi dans l'islam, bien qu'il soit question de Coran en lieu et place d'Évangile. Plusieurs émissions sont notamment développées au Pakistan ou en Égypte ; Amr Khaled est l'un des plus célèbres.